# Блед (фильм)
Блед (фр. Le Bled) — французский немой художественный фильм режиссёра Жана Ренуара 1929 года. Последний немой фильм режиссёра был создан по заказу и при поддержке французского правительства в ознаменование столетней годовщины захвата Алжира в 1830 году.

## Над фильмом работали
Актёрский состав:
| Жаки Монье        | Клоди Дюверне                    |
| Дайана Харт       | Диана Дюверне, её кузина         |
| Энрике Риверо     | Пьер Оффер                       |
| Александр Аркийер | Кристиан Оффер                   |
| Манюэль Рааби     | Манюэль Дюверне                  |
| Берарди Аисса     | алжирец Зубир, друг Пьера Оффера |
| Мартен            | Ахмед, сокольничий               |
| Хадж Бен Ясмина   | шофёр                            |
| Жак Беккер        | работник фермы                   |

Съёмочная группа:
| Роль            | Имя                                              |
| --------------- | ------------------------------------------------ |
| Режиссёр        | Жан Ренуар                                       |
| Производство    | Société des Films Historiques                    |
| Авторы сценария | Анри Дюпюи-Мазюэль, Андре Егер-Шмидт, Жан Ренуар |
| Операторы       | Марсель Люсьен, Леон Моризе                      |
| Монтажёр        | Маргерит Ренуар                                  |
| Художник        | Уильям Аге                                       |
| Титры           | Андре Риго                                       |

## Сюжет
Молодой француз Пьер Оффер  знакомится на направляющемся в Алжир пароходе с молодой девушкой Клоди Дюверне. Оффер находится в затруднительном положении, так как он разорён и вынужден ехать к своему дяде Кристиану Офферу, рассчитывая получить от него материальную помощь. Целью путешествия во французскую колонию девушки, является необходимость присутствовать при оглашении завещания своего умершего дяди.
Прибыв в алжирский порт, Пьер на пристани встречает своего бывшего полкового товарища, алжирского араба. А девушку встречают её родственники, также претендующие на наследство.
Во время процедуры вскрытия завещания происходящей у нотариуса, выясняется, что согласно последней воле покойного Клоди является  единственной наследница. Пьер Оффер приезжает с большой поклажей в имение своего дяди, которого принимает за крестьянина. Вечером Пьер является к столу в смокинге, вызвав дружный смех присутствующих, одетых в простое рабочее платье.
На следующий день дядя показывает Пьеру свои владения. Дядя, понявший мотивы прибытия племянника, прямо спрашивает, сколько он от него хочет получить. Пьер осторожно заявляет: сто тысяч франков. В ответ его дядя не говорит ни «да», ни «нет» и приводит племянника на берег моря, где рассказывает ему о том, что именно в этих местах, высадились в 1830 году французские войска направленные на завоевание Алжира и эта сцена тут же возникает на экране. Наконец дядя объявляет Пьеру, что предоставит в его распоряжение запрошенную им сумму денег, но при одном условии: он должен проработать на ферме шесть месяцев, чтобы узнать настоящую цену деньгам.
Через несколько дней Клоди Дюверне, совершая верховую прогулку, случайно встречается с Пьером, после чего начинается сильная гроза. Они вместе прячутся от дождя и во время этого между ними происходит объяснение в любви среди овец. Пьер сообщает дяде эту радостную весть, но тот принимает её неутешительно и предсказывает: «Ты уедешь в Париж с этой девушкой, как только она продаст свои владения». Алжирский друг Пьера сообщает ему, что едет на юг страны. Клоди тоже собирается как раз в эти места, чтобы осмотреть полученное в наследство имение. Пьер убеждает дядю, что ему нужно, якобы для покупки баранов, сопровождать приятеля. Таким образом, главные герои фильма оказываются на юге колонии.
Алжирец устраивает охоту на газелей, на которую приглашает Клоди и её родственников. Коварная кузина решает избавиться от Клоди и убеждает своего брата заманить её в ловушку с помощью их шофера. В то время как все участники охоты преследуют стадо газелей, шофер увлекает Клоди в погоню за одинокой газелью, которую они в конце концов убивают. Клоди плачет, потрясённая жестокостью охоты, после чего шофер предлагает ей пойти отдохнуть в оазис. Здесь их уже поджидает предатель Манюэль, приехавший сюда ранее на машине. Он угрожает Клоди и говорит, что либо она выходит за него замуж, либо будет убита. Клоди отказывается, после чего Манюэль увозит её на машине.
Между тем кузина падает с лошади и находится в очень тяжелом состоянии. Она испытывает угрызения  совести и рассказывает Пьеру о ловушке устроенной для Клоди. После такого сообщения Пьер во главе целой группы всадников бросается в стремительную погоню за похитителем. Манюэль вынужден оставить машину, застрявшую при попытке переехать вброд реку. Они продолжают дальнейший путь верхом на верблюде и углубляются в пустыню, где лошади не смогут из-за песка следовать за ними. Тогда Пьер велит сокольничим напустить на верблюда птиц. Соколы нападают на животное и выклевывают ему глаза. Манюэль вынужден сдаться, после чего Пьер увозит девушку.
В финале картины на ферме происходит торжественный банкет по случаю помолвки. На этот раз все в смокингах, и только один Пьер является в рабочей одежде.

## Создание
В конце 1920-х годов, после финансовых потерь понесенных им в результате неудачного проката фильма «Нана», Жан Ренуар был вынужден отказаться от самостоятельного финансирования своих работ, как это он делал ранее и снимать картины коммерческого плана на сторонних продюсеров. Ренуар не высоко оценивал эти «заказные работы», но отмечал, что хотя они и не принесли ему славу и уважение, но позволили ему в тот период решить свои финансовые проблемы, продолжать развивать свои режиссёрские навыки и обдумывать близкие ему по духу творческие замыслы. Фильм был создан по заказу и при поддержке французского правительства в ознаменование столетней годовщины захвата Алжира в 1830 году и имел некоторую  пропагандистскую направленность. Сценарий фильма был создан писателем и драматургом Анри Дюпюи-Мазюэлем, с которым Ренуар уже совместно работал при создании своего предыдущего фильма «Турнир». После относительного успеха этой исторической реконструкции компания «Общество исторических фильмов» предложила Ренуару продолжить сотрудничество, а в «Блед» перекочевало и несколько актёров из предыдущего фильма. Также в работе над сценарием принимали участие Андре Егер-Шмидт, а также по своему обыкновению и сам режиссёр.
Действие фильма происходило в Северной Африке, отмечено голливудским влиянием и отсылает к американским приключенческим фильмам 1920-х годов, признанным звездой которых был Дуглас Фэрбенкс. Само название фильма «Блед» (Le Bled)  означает внутренние районы Северной Африки; во французском языке оно имеет переносное значение захолустье, дыра. Также название фильма иногда переводят как «Колонии».
Съёмки проходили в феврале-марте 1929 года. Интерьеры снимали в павильонах студии в Жуанвилле, а натурные съёмки производились в Алжире.
Премьера фильма прошла 11 мая 1929 года в Париже.

## Критика
Историк кино Жорж Садуль относил «Блед», наряду с такими фильмами снятыми по финансовым соображениям, как «Маркитта» (1927) и «Турнир», к переходному периоду Ренуара перед наступлением эры звукового кино. По его мнению эти фильмы могут расцениваться как примечательные лишь с технической точки зрения: «они, безусловно, не интересовали Ренуара, который считал, что основное — это человек, и придавал второстепенное значение декорациям».
Киновед Андре Базен отмечал, что несмотря на то, что картина традиционно расценивается в фильмографии Жана Ренуара имеющей статус с непоправимой коммерческой репутацией, наряду с такими его немыми лентами как «Нана», «Маленькая продавщица спичек», «Лодырь», она всё таки знаменует собой важные поиски режиссёра в жанре «веселой драмы», совершенным воплощением которой станут десять лет спустя его общепризнанный шедевр «Правила игры», и выделяет в частности сцены охоты. По его мнению Ренуар нашёл себя и смог реализоваться именно в звуковом кино, но в этом ему приобретенный опыт в немом кинематографе. По наблюдению того же автора этот фильм с технической точки зрения представляет собой «нелепицу», так как мизансцена очень часто развернута в глубину, но Ренуар при этом упорно использует светосильные объективы, предоставляющие очень мягкое, но нечёткое на заднем плане изображение. Технические эксперименты этого фильма в дальнейшем повлияют на использование противоположного решения, когда режиссёр будет заставлять операторов снимать все планы одним и тем же объективом с большой глубиной резкости: «Более или менее выбраться из технических блужданий Ренуару удастся только на фильме „Будю, спасённый из воды“».
По мнению Жака Риветта, лента начинается как комедия и завершается бешеной скачкой с любовным поворотом, что определённо напоминает сюжеты фильмов с участием Дугласа Фэрбенкса, типаж которого напоминает и герой Энрико Риверо: «незадачливый горожанин, который в финале будет вознагражден любовью спасённой им красавицы». Несмотря на незамысловатый сюжет фильма, снятого в традициях приключенческого кинематографа, в нём не нарушая общей гармонии проскальзывают и некоторые серьёзные ноты:
В традиционной love-scene, развертывающейся среди овец под дождем, уже есть капли из „Реки“. А наказание ослеплённого соколом злодея позволяет Ренуару пролить и толику другой, более терпкой жидкости — этой „драгоценной крови“, мысль о которой неотступно преследует его.
Пьер Лепроон объяснял провал таких фильмов как псевдоисторический «Турнир» и условно-экзотический «Колонии», тем, что Ренуар слишком искренен для того, чтобы научиться с успехом работать в рамках сугубо коммерческого кинематографа: «Он не обладает требуемой ловкостью, допускает много просчётов».
Даниэль Дотторини биограф и исследователь творчества режиссёра, отмечал в картине довольно необычайное смешение жанров и форм, демонстрирующие мастерское владение Ренуаром различных форм кино и, в то же время, индивидуальность его видения. Так, несмотря на то, что в этой картине он отдает дань уважения таким признанным мастерам как Эрих фон Штрогейм, Дэвид Гриффит, Чарльз Чаплин отчётливо просматривается характерный стиль Ренуара.